# Sunderland
Sunderland város az Egyesült Királyságban, Anglia északi területén, a Tyne and Wear grófságban. Az Északi-tenger partján, a Wear folyó torkolatánál, Newcastle upon Tyne-tól kb. 16 km-re délkeletre fekszik. Lakossága 174 ezer fő volt 2011-ben.
Sunderland a 7. században alapított és Beda Venerabilis által is lakott klastrom körül keletkezett. A 19. században a szénbányászat és a hajóépítés révén lett naggyá. Mára szinte mindkettő megszűnt, helyüket a könnyűipar vette át. Kikötőjét konténerszállításra alakították át.
A városról kapták nevüket Sunderland grófjai.